# Falkes fondue
Falkes fondue (fullständigt namn Falkes Fondue – en makalöst smaklös 70-talssoppa) är en krogshow av After Shave och Anders Eriksson som hade premiär i november 2004 på Kajskjul 8 i Göteborgs hamn. Showen spelades på kajskulet vintern 2004, våren och vintern 2005.
Familjen Falke gestaltas av:
- Jan Rippe – Rett Falke
- Per Fritzell – Ris-Otto Falke
- Knut Agnred – Rüdiger Falke
- Anders Eriksson – Roi Falke

Falkes fondue och var en parodisk hyllning till 1970-talet. Här fick publiken möta bröderna Falke som bjöd på typiska 70-talshits försedda med helt nya texter. Föreställningen började med sång och musik i gillestugan, och övergick senare i scenshowen "Hålligång polisong". Kvällen avslutades med musikalen "Love is in the air" där man fick följa Jan Rippes kultfigur Jolo, från tönt till discokung. I showen kunde man även höra dunderhits som "Kompisar" och "Åka lift".
Showen fick mycket fin kritik vid göteborgspremiären och drog senare ut på turné i landet och spelas under vårvintern 2007 på showkrogen Tyrol i Stockholm.